# Rafícero-campestre
O rafícero-campestre (Raphicerus campestris), também conhecido em Moçambique como xipene ou punja, é um pequeno antílope africano, muito comum no leste e sul do continente africano. Está presente em África do Sul, Angola, Botswana, Essuatíni, Moçambique, Namíbia, Quênia, Tanzânia, Zâmbia e Zimbabwe.
Uma espécie próxima é o rafícero-de-sharpe (Raphicerus sharpei), que também é conhecida como xipene.